# AxsJAX
AxsJAX est un kit de construction de logiciels (framework) permettant de créer des applications internet riches en utilisant la technique Ajax. Il permet l'injection de composants accessibles dans ces applications. Ceci permet aux utilisateurs de technologies adaptatives telles que les navigateurs parlants ou les lecteurs d'écran l'utilisation de ces applications avec un niveau identique d'interactivité.
AxsJAX (Accessible AJAX) permet une augmentation de l'accessibilité en respectant les standards définis par la norme ARIA du W3C. Les prérequis pour en bénéficier sont : 
1. Un navigateur web moderne comme Firefox à partir de la version 2.0 ou qui respecte le standard W3C ARIA.
2. Des technologies adaptatives qui respecte le standard W3C ARIA.
3. En particulier, beaucoup des améliorations permises par AxsJAX dépendent de la capacité des lecteurs d'écran et des navigateurs parlants à traiter correctement les mises à jour asynchrones de portions d'une page Web.
Le framework AxsJAX permet l'injection de composant adaptatifs dans des applications web 2.0 applications en utilisant l'une de ces technologies : 
- Avec un bookmarklet : des petites bribes de Javascript que sont utilisés pour créer des signets intelligents.
- En utilisant Greasemonkey : une puissante extension du navigateur qui permet aux utilisateurs finaux de personnaliser le rendu des sites Web à l'aide de scripts.
- En utilisant Fire Vox : Fire Vox, une extension libre qui transforme le navigateur en navigateur parlant, injecte automatiquement des scripts AxsJAX si l'option correspondante est sélectionnée.